# Memphis Hustle
Die Memphis Hustle sind eine US-amerikanische Basketballmannschaft der NBA G-League, die in Southaven (Bundesstaat Mississippi) beheimatet ist.

## Geschichte
Am 23. Januar 2017 wurde bekanntgegeben, dass die Iowa Energy nicht mehr zu den Memphis Grizzlies, sondern zu den Minnesota Timberwolves gehören würden. Noch am selben Tag teilten die Memphis Grizzlies ebenfalls mit, dass sie ein Expansion Team für den Raum Mitte/Süden der Vereinigten Staaten in Southaven (Bundesstaat Mississippi), ungefähr 26 Kilometer von ihrer Heimspielstätte, dem FedEx Forum, entfernt, gründen würden.
Am 30. Mai 2017 wurden Glynn Cyprien als Head Coach und Chris Makris als General Manager der Mannschaft eingesetzt. Am 1. Juni veröffentlichten die Memphis Grizzlies den Namen und das Logo der neugegründeten Mannschaft, die am Spielbetrieb der NBA G-League teilnehmen würde.

## Saisonbilanzen
| Saison         | Division       | Platz          | Siege          | Niederlagen    | Siegquote      | Playoffs                                                                                          |
| Memphis Hustle | Memphis Hustle | Memphis Hustle | Memphis Hustle | Memphis Hustle | Memphis Hustle | Memphis Hustle                                                                                    |
| -------------- | -------------- | -------------- | -------------- | -------------- | -------------- | ------------------------------------------------------------------------------------------------- |
| 2017/18        | Midwest        | 4th            | 21             | 29             | .420           | --                                                                                                |
| 2018/19        | Midwest        | 2nd            | 28             | 22             | .560           | 1. Runde: Gewonnen gegen die Stockton Kings 2. Runde: Verloren gegen die Rio Grande Valley Vipers |
| 2019/20        | Midwest        | 1st            | 26             | 15             | .634           | Saison wegen der COVID-19-Pandemie abgebrochen.                                                   |
| Hauptrunde     | Hauptrunde     | Hauptrunde     | 75             | 66             | .532           |                                                                                                   |
| Playoffs       | Playoffs       | Playoffs       | 1              | 1              | .500           |                                                                                                   |

## Partnerteams
- Memphis Grizzlies (seit 2017)